# Through Chasm, Cave and Titan Woods
Through Chasm, Cave and Titan Woods är det norska black metal-bandet Carpathian Forests första EP, som gavs ut året 1995 av Avantgarde Music.
Albumet återutgavs i begränsad upplaga av Perverted Taste i form av en "double-gatefold" EP.

## Låtförteckning
1. "Carpathian Forest" – 02:27
2. "The Pale Mist Hovers Towards the Nightly Shores" – 02:56
3. "The Eclipse / The Raven" – 03:42
4. "When Thousand Moons Have Circled" – 04:00
5. "Journey Through the Cold Moors of Svarttjern" – 05:31

- Text: Nattefrost (spår 1, 2, 4, 5), Edgar Allan Poe (spår 3)
- Musik: Nattefrost (spår 1, 4), Nordavind (spår 2, 3, 5)

## Medverkande
Musiker (Carpathian Forest-medlemmar)
- Nattefrost (Roger Rasmussen) – sång, gitarr, keyboard
- Nordavind (Johnny Krøvel) – bakgrundssång, gitarr, keyboard

Bidragande musiker
- John M. Harr - basgitarr
- Svein H. Kleppe - trummor

Produktion
- Nattefrost – producent
- Nordavind – producent
- Trond Are – ljudtekniker